# Região Geográfica Imediata de São João dos Patos
A Região Geográfica Imediata de São João dos Patos é uma das 22 regiões imediatas do estado brasileiro do Maranhão, uma das 8 regiões imediatas que compõem a Região Geográfica Intermediária de Presidente Dutra e uma das 509 regiões imediatas no Brasil, criadas pelo IBGE em 2017. É composta de 11 municípios, na região do Médio Parnaíba.

## Municípios
| Região geográfica imediata | Código | Municípios                |
| -------------------------- | ------ | ------------------------- |
| São João dos Patos         | 210017 | Barão de Grajaú           |
| São João dos Patos         | 210017 | Benedito Leite            |
| São João dos Patos         | 210017 | Lagoa do Mato             |
| São João dos Patos         | 210017 | Nova Iorque               |
| São João dos Patos         | 210017 | Paraibano                 |
| São João dos Patos         | 210017 | Passagem Franca           |
| São João dos Patos         | 210017 | Pastos Bons               |
| São João dos Patos         | 210017 | São Domingos do Azeitão   |
| São João dos Patos         | 210017 | São Francisco do Maranhão |
| São João dos Patos         | 210017 | São João dos Patos        |
| São João dos Patos         | 210017 | Sucupira do Riachão       |